# Heinrich Eduard Weber

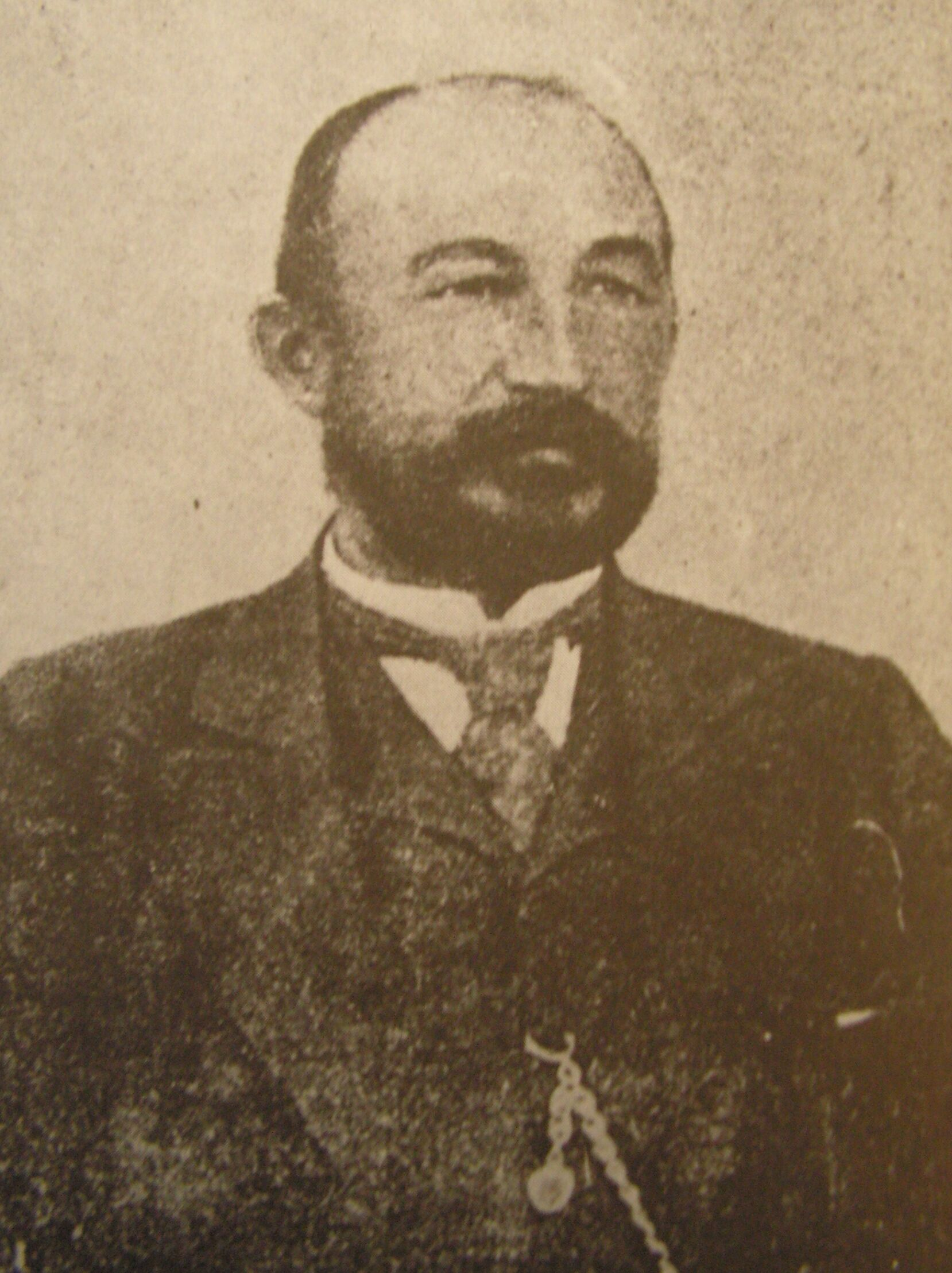
Heinrich Eduard Weber

Heinrich Eduard Weber (* 11. Januar 1843 in Basel; † 24. September 1935 in Kerepes, Ungarn) war ein Schweizer Pädagoge, Winzer und Unternehmer.

## Leben und Werk
Weber war der Sohn des Husarenoffiziers Aladar und wuchs als elfjähriger Halbwaise im Erziehungsheim Bächtelen in Wabern bei Bern auf, wo auf eine Ausbildung in Landwirtschaft und Gärtnerei Wert gelegt wurde. Anschliessend studierte er am Lehrerseminar in Basel. 1863 erhielt Weber das Lehrerdiplom und unterrichtete von 1863 bis 1870 am Erziehungsheim Bächtelen.
Im Auftrag der ungarischen Regierung wurde Weber 1870 von József Eötvös eingeladen, die Pädagogik Johann Heinrich Pestalozzis in Ungarn zu verbreiten. So wirkte Weber von 1870 bis 1872 als Leiter einer Winzerschule der neu gegründeten Waisenanstalt in Balatonfüred. Weber übersetzte auch ungarische Volkslieder und Gedichte von Sándor Petőfi ins Deutsche.
Weber war ab 1873 Professor der deutschen Sprache und unterrichtete in Budapest an der staatlichen Präparandie für Volksschullehrer, der Vorgängerinstitution der Pädagogischen Hochschule. Krankheitsbedingt musste er jedoch 1883 in den Ruhestand treten.
Auf dem 124 Hektar grossen Gut in Kerepes, das seine Frau Laura, geborene Michelini, von ihrer Mutter geerbt hatte, etablierte sich Weber in den folgenden Jahren als erfolgreicher Winzer und gründete 1887 mit finanzieller Unterstützung von Schweizer Kapitalgebern die Helvécia AG.
Weber erwarb für seinen geplanten Weinbau in der Nähe von Kecskemét 2000 Hektar Land und nannte den Weinberg, der an der Grenze von Kecskemét und dem Kreis Kiskunfélegyháza lag, Helvécia.
In der Folge siedelten sich 1892 auf dem Areal 88 ungarische und 17 deutschsprachige, aufgrund der Reblaus-Plage verarmte Winzerfamilien aus dem Plattensee–Oberland an. Die Ankömmlinge erhielten Häuser, Werkzeug und Geld für den Neuanfang. Die Reben gediehen im Sandboden, da die Reblaus in der weichen Unterlage keine Gänge bauen konnte.
Die Siedlung hatte sich später zu einer selbständigen Gemeinde entwickelt und wurde auf Webers Wunsch (und ihm zu Ehren) Helvécia benannt.
Weber war auch an der Gründung der örtlichen Eisenbahnstrecke Kecskemét–Fülöpszállás beteiligt. 1905 liess er sich von Architekt Ödön Székely in der Nähe des Bahnhofs Helvécia ein Schloss sowie eine Kelterei mit dazugehörigem Weinkeller, nach dem Vorbild des Schlosses Miramare, bauen. Dieses nannte Weber Eulenschloss.
Weber kaufte 1905 weitere Grundstücke und ein Steinkohlewerk in Siebenbürgen. Diese Investitionen und der Vertrag von Trianon trieben Weber jedoch in den Ruin, und er musste 1911 sein Weingut verkaufen. Webers Frau verstarb 1913. Seine letzten Lebensjahre lebte Weber zurückgezogen und verarmt in Kerepes, wo er auch seine letzte Ruhestätte fand.
Noch heute erinnert eine Büste in einer Parkanlage in Helvécia an seinen Gründungsvater. Die Primarschule in Helvécia und eine Strasse in Kecskemét wurden ebenfalls nach ihm benannt. Seit 1998 unterhält die Gemeinde Sirnach mit Helvécia eine Partnerschaft. In Helvécia wurde ein ähnlicher Verein gegründet, und ein reger, auch von den Gemeinden mitgetragener Austausch wurde zwischen den beiden Ortschaften in Gang gesetzt.